# Comté de Taney
Le comté de Taney, en anglais : Taney County, est un comté du Missouri aux États-Unis. Le siège du comté se situe à Forsyth. Le comté fut nommé en hommage à Roger Brooke Taney, Juge en chef des États-Unis de 1836 à 1860.  Au recensement de 2000, la population était constituée de 39 703 individus.

## Géographie
Selon le bureau du recensement des États-Unis, le comté totalise une surface 1 638 km² dont 50 km² d’eau. 

### Géolocalisation
|                             | Comté de Christian (Missouri) | Comté de Douglas (Missouri) |
| Comté de Stone (Missouri)   | Comté de Taney                | Comté d'Ozark               |
| Comté de Carroll (Arkansas) | Comté de Boone (Arkansas)     | Comté de Marion (Arkansas)  |

### Routes principales
- U.S. Route 65
- U.S. Route 160
- Missouri State Highway 13
- Missouri State Highway 76
- Missouri State Highway 125

## Démographie
Selon le recensement de 2000, sur les 39 703 habitants, on retrouvait 16 158 ménages et 11 052 familles dans le comté. La densité de population était de 24 habitants par km² et la densité d’habitations (19 688 au total)  était de 12 habitations par km². La population était composée de 96,22 % de blancs, de 0,35 % d’afro-américains, de 0,87 % d’amérindiens et de 0,34 % d’asiatiques.
27,80 % des ménages avaient des enfants de moins de 18 ans, 56,6 % étaient des couples mariés. 22,4 % de la population avait moins de 18 ans, 10,2 % entre 18 et 24 ans, 26,2 % entre 25 et 44 ans, 25 % entre 45 et 64 ans et 16,2 % au-dessus de 65 ans. L’âge moyen était de 39 ans. La proportion de femmes était de 100 pour 94 hommes.
Le revenu moyen d’un ménage était de 30 898 dollars.